# Igor Achba
Igor Muratowicz Achba (abch. Игор Мурат-иҧа Ахба, ros. Игорь Муратович Ахба, ur. 5 lutego 1949 w Suchumi) – abchaski polityk, minister spraw zagranicznych Abchazji w 2004 roku, ambasador Abchazji w Rosji od 2008 roku.

## Życiorys

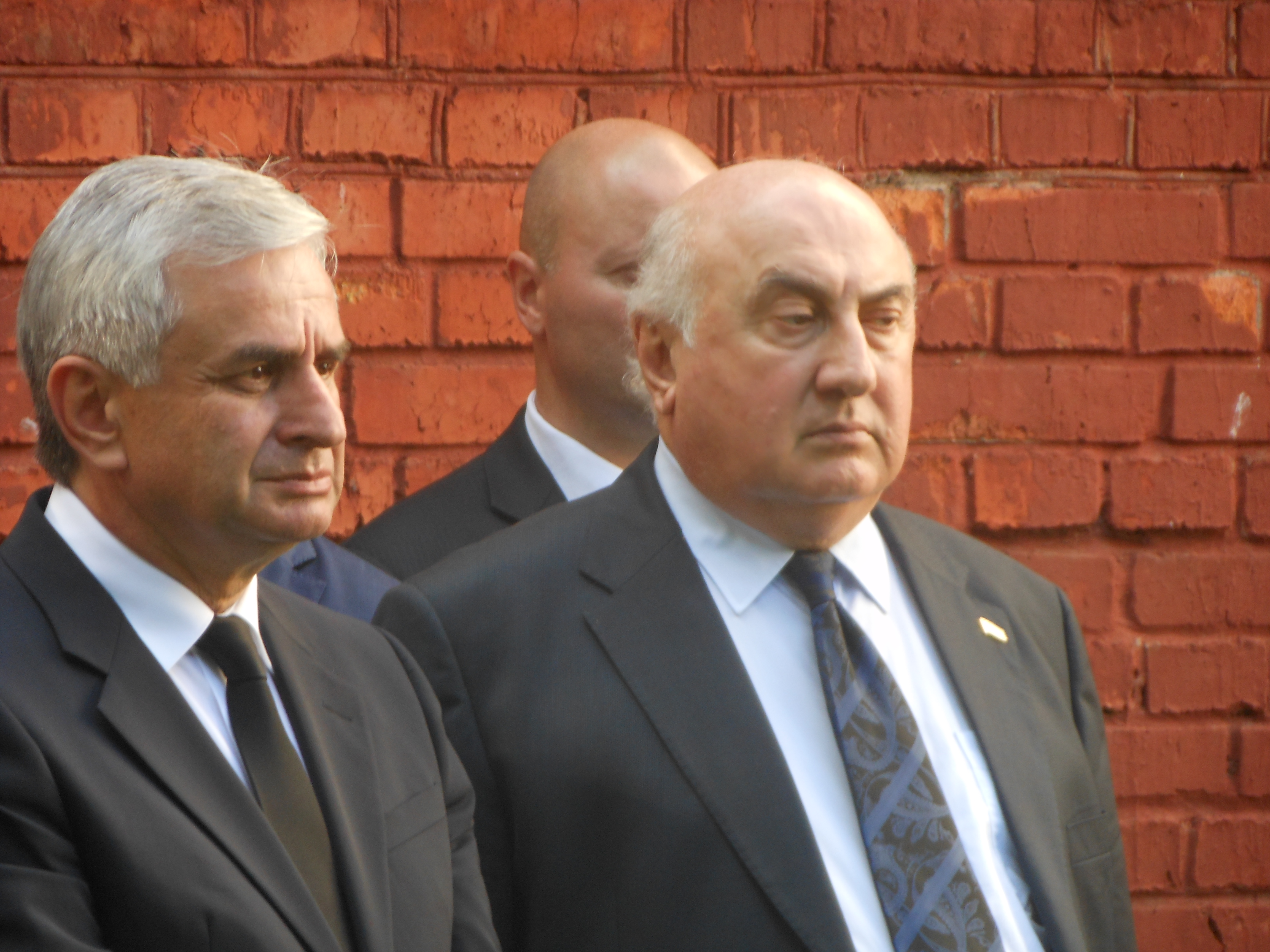
Prezydent Abchazji Raul Chadżymba i Igor Achba w Moskwie, 2 sierpnia 2016 roku

Achba urodził się 5 lutego 1949 roku w Suchumi w Abchazji. Absolwent prawa na Moskiewskim Uniwersytecie Państwowym im. M.W. Łomonosowa (1971). W 1975 roku ukończył studia w Instytucie Prawa Rosyjskiej Akademii Nauk na kierunku prawa państwowego i międzynarodowego. W latach 1976–1989 był pracownikiem naukowym w centrum badawczym Ministerstwa Kultury ZSRR. W latach 1989–1992 sprawował funkcję referenta w Radzie Najwyższej ZSRR.
Od 1992 roku Achba pełni funkcję pełnomocnika Republiki Abchazji w Federacji Rosyjskiej. Od 28 lipca 2004 roku do grudnia tegoż roku sprawował także funkcję ministra spraw zagranicznych Abchazji. W sierpniu 2008 roku, po wojnie gruzińsko-rosyjskiej, Rosja uznała niepodległość Republiki Abchazji i nawiązała z nią stosunki dyplomatyczne. Na mocy dekretu prezydenta Siergieja Bagapsza z 14 listopada 2008 roku pierwszym ambasadorem Abchazji w Rosji został Igor Achba, którego nominacja została zatwierdzona w styczniu 2009 roku.

## Życie prywatne
Achba jest żonaty i ma córkę.

## Nagrody
- Order Honoru i Sławy[1]
- Medal MSZ Abchazji „Za zasługi” (2013)[6]
- Odznaka MSZ Federacji Rosyjskiej „Za wkład we współpracę międzynarodową” (2014)[7]